# No (kana)
No (romanização do hiragana の ou katakana ノ) é um dos kana japoneses que representam um mora. No sistema moderno da ordem alfabética japonesa (Gojūon), ele ocupa a 25.ª posição do alfabeto, entre Ne e Ha.
の e ノ originam-se do kanji 乃
| Forma            | Romaji          | Hiragana                   | Katakana                   |
| ---------------- | --------------- | -------------------------- | -------------------------- |
| n- (な行 na-gyō) | no              | の                         | ノ                         |
| n- (な行 na-gyō) | nou nō noh, noh | のう, のぅ のお, のぉ のー | ノウ, ノゥ ノオ, ノォ ノー |

## Ordem dos traços
Para escrever の, comece pouco acima do centro, trace para baixo diagonalmente, suba, e então curve ao redor como indicado pelas setas na imagem abaixo.

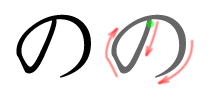
Sequência de traços para escrita do の

Para escrever ノ, simplesmente faça uma curva que venha do lado direito superior descendo para a esquerda.

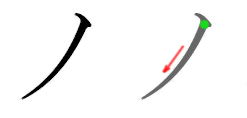
Sequência de traços para escrita do ノ

## Caracteres
| Forma dos caracteres   | Unicode | EUC-JP | Shift JIS | GB 2312 | HKSCS |
| の                     | U+306E  | A4CE   | 82CC      | A4CE    | C755  |
| ノ                     | U+30CE  | A5CE   | 836D      | A5CE    | C7CA  |
| Meiolargura katakana ﾉ | U+FF89  | /      | C9        | /       | /     |

## Formas alternativas
No Braile japonês, の ou ノ são representados como:
| － | ●  |
| ●  | － |
| ●  | － |

O Código Morse para の ou ノ é: ・・－－
Ver também hentaigana e gyaru-moji para outras variantes da forma do kana no.

## Uso

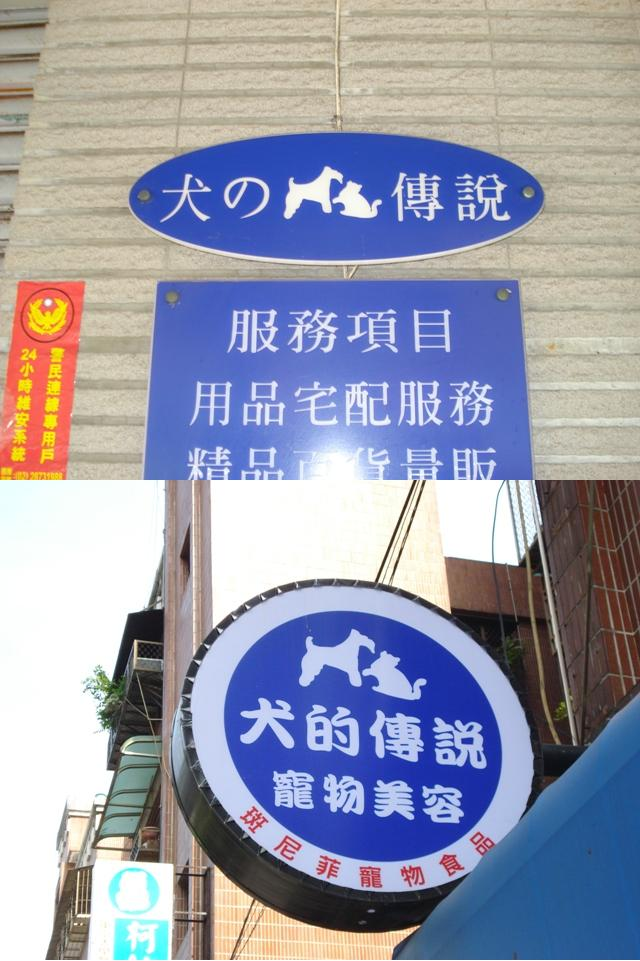
Uso de の no lugar de 的 em Taipei.

の é uma consoante dental nasal, articulada na dentição superior, combinada com uma vogal arredondada no meio-final para formar um mora.
Na língua japonesa, assim como para formar palavras, の pode ser uma partícula de possessão. Por exemplo, a frase watashi no denwa significa "meu telefone."
の também tem se proliferado em sinais e selos no mundo falante da língua chinesa, especialmente em Taiwan por causa de sua conexão histórica com o Japão. (ver Taiwan sob governo do Japão) Ele é usado no lugar do artigo possessivo 的 de do chinês moderno ou do artigo possessivo 之 zhī do chinês clássico (classical chinese), e の é pronunciado da mesma forma que o caractere chinês quando reposto. Isso é geralmente feito para "sobressair" ou dar um ar "exótico / de sentimento japonês", por exemplo em comercial de marcas, como a marca de suco de fruta 鲜の每日C, onde o の pode ser lido como ambos 之 zhī, o artigo possessivo, e como 汁 zhī, significando "suco".